# M107 (vuurwapen)

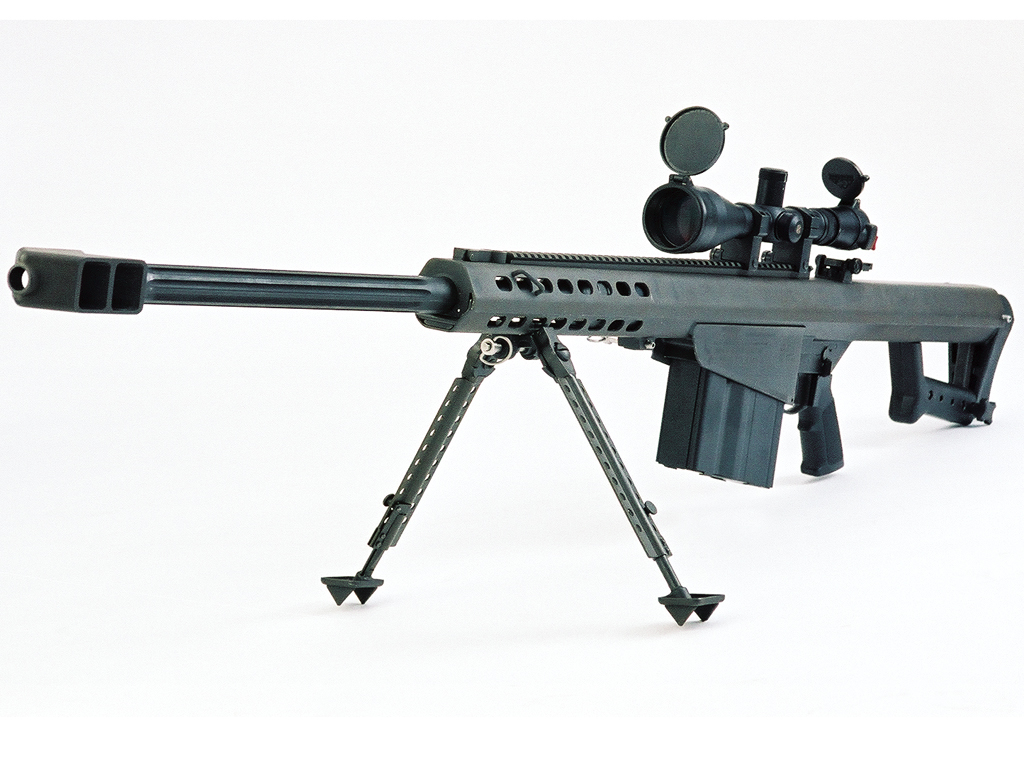
Een M107

De M107 is een sluipschuttersgeweer voor de lange afstand van de Amerikaanse wapenfabrikant Barrett.
De Barrett M107A1 is de vernieuwde en lichtere versie van het oudere model M82A1. Het geweer heeft een totale lengte van 115 cm (korte loop) of 122 cm (lange loop), de looplengte is 50,8 cm (kort) of 73,7 cm (lang). Het kaliber is 12,7 mm (.50 Cal BMG). Ook het gewicht van het geweer hangt af van de lengte van de loop: 13,5 kg (korte loop) of 14 kg (lange loop). De effectieve vuurafstand is ongeveer 1800 meter.